# Mihalj, zagrebački biskup
Mihalj, dvadeseti zagrebački biskup, nasljednik Ivana I.

## Životopis
Prije imenovanja za zagrebačkog biskupa bio je prepozit Crkve u Transilvaniji. Godine 1295. postaje zagrebačkim biskupom. Također je, uz biskupsku dužnost, bio i kancelar slavenskog hercega Alberta. Za vrijeme biskupovanja sklapa trajno prijateljstvo s Babonićima. Nakon smrti kralja Andrije, 1301. godine, Mihalj prelazi na stranu napuljskih pretendenata na ugarsko-hrvatsko prijestolj. Papa Benedikt XI. proglasio ga je ostrogonskim nadbiskupom. Na njegovom pečatu nalazi se prvi likovni prikaz zagrebačke katedrale.
1. rujna 1297. godine u Požegi biskup spominje ime grada Zalathnuk što se danas smatra prvim spomenom grada Slatine. Također je proglasio i mjesto Ugra slobodnom općinom i osnovao trgovište. Najvjerojatnije 1296. godine, osnovao je slobodnu ves Vugrovec.